# Tlachichilco (kommun)
Tlachichilco är en kommun i Mexiko.   Den ligger i delstaten Veracruz, i den sydöstra delen av landet, 160 km nordost om huvudstaden Mexico City.
Följande samhällen finns i Tlachichilco:
- Tlachichilco
- Otatitlán
- Xalame
- Landero y Coss
- Monterrey
- La Soledad
- San José Naranjal
- El Coyol
- El Mirador
- Víctor Rosales
- La Mina
- El Súchil
- El Álamo
- Xalame